# Мариацелль
Мариацелль (нем. Mariazell) — город в Австрии, в федеральной земле Штирия. Входит в состав округа Брукк-Мюрццушлаг. Площадь коммуны составляет 414,14 км², население — 3626 человек (1 января 2021), плотность населения — 9 чел./км².
Главная достопримечательность — Базилика Рождества Девы Марии, крупнейший паломнический центр Австрии и национальная святыня.

## География

### Географическое положение
Мариацелль — самая северная коммуна Штирии, расположенный в районе Северных Известняковых Альп.
Самая высокая точка коммуны — вершина Рингамп (2153 м), рядом с которой находятся вершины Хохвайксель (2006 м), Кройтерин (1919 м), Тонион (1699 м), Гросе Целлерут (1639 м), Хое Штудент (1539 м) и Веттерин (1530 м).

### Административно-территориальное деление
В 2015 году Мариацелль в рамках реформы структуры коммун в Штирии был объединен с коммунами Гусверк, Хальталь и Санкт-Зебастиан.
Территория коммуны включает 16 населенных пунктов (нем. Ortschaft) (в скобках указано количество жителей на 1 января 2021 года):
- Ашбах (56)
- Фрайнграбен (0)
- Голльрад (84)
- Грайт (57)
- Грюнау (97)
- Гусверк (849)
- Халльталь (191)
- Мариацелль (1204)
- Мосхубен (61)
- Разинг (61)
- Рехенграбен (12)
- Санкт-Зебастиан (847)
- Шёнебен (0)
- Вальштерн (14)
- Вегшайд (59)
- Вайксельбоден (34)

В состав коммуны также входит пять кадастровых общин (нем. Katastralgemeinden) (в скобках приведена площадь на 2016 год):
- Ашбах (17 127.79 га)
- Холл-Вэлли (7 455.28 га)
- Мариацелль (643.71 га)
- Санкт-Зебастиан (4742.16 га)
- Вайксельбоден (11 440.56 га)

## Политическая ситуация

### Совет представителей коммуны
Совет представителей коммуны (нем. Gemeinderat) состоит из 21 места (по результатам выборов 2020 года). Из них:
- АНП занимает 13 мест.
- СДПА занимает 7 мест.
- Местный список занимает 1 место.

### Самоуправление
- Бургомистр — Вальтер Швайгхофер (АНП), избран по результатам выборов 2020 года.
- 1-й заместитель бургомистра — Гельмут Швайгер (АНП).
- 2-й заместитель бургомистра — Иоганн Кляйнхофер (СДПА).
- Финансовый советник — Юрген Эбнер (АНП).
- Член городского совета — Фабиан Флюх (СДПА).

## Города-побратимы
- Альтэттинг, Германия.
- Айнзидельн, Швейцария.
- Фатима, Португалия.
- Лорето, Италия.
- Лурд, Франция.
- Ченстохова, Польша.

## Персоналии

### Почетные граждане
- Антон Ринтелен (1876—1946) — австрийский политик и юрист.
- Кристоф Шёнборн (род. 1945) — австрийский кардинал, теолог.
- Вальтрауд Класник (род. 27 октября 1945) — австрийский политик, губернатор федеральной земли Штирии (1996—2005).
- Бенедикт XVI — 265-й папа римский.

## Фотогалерея

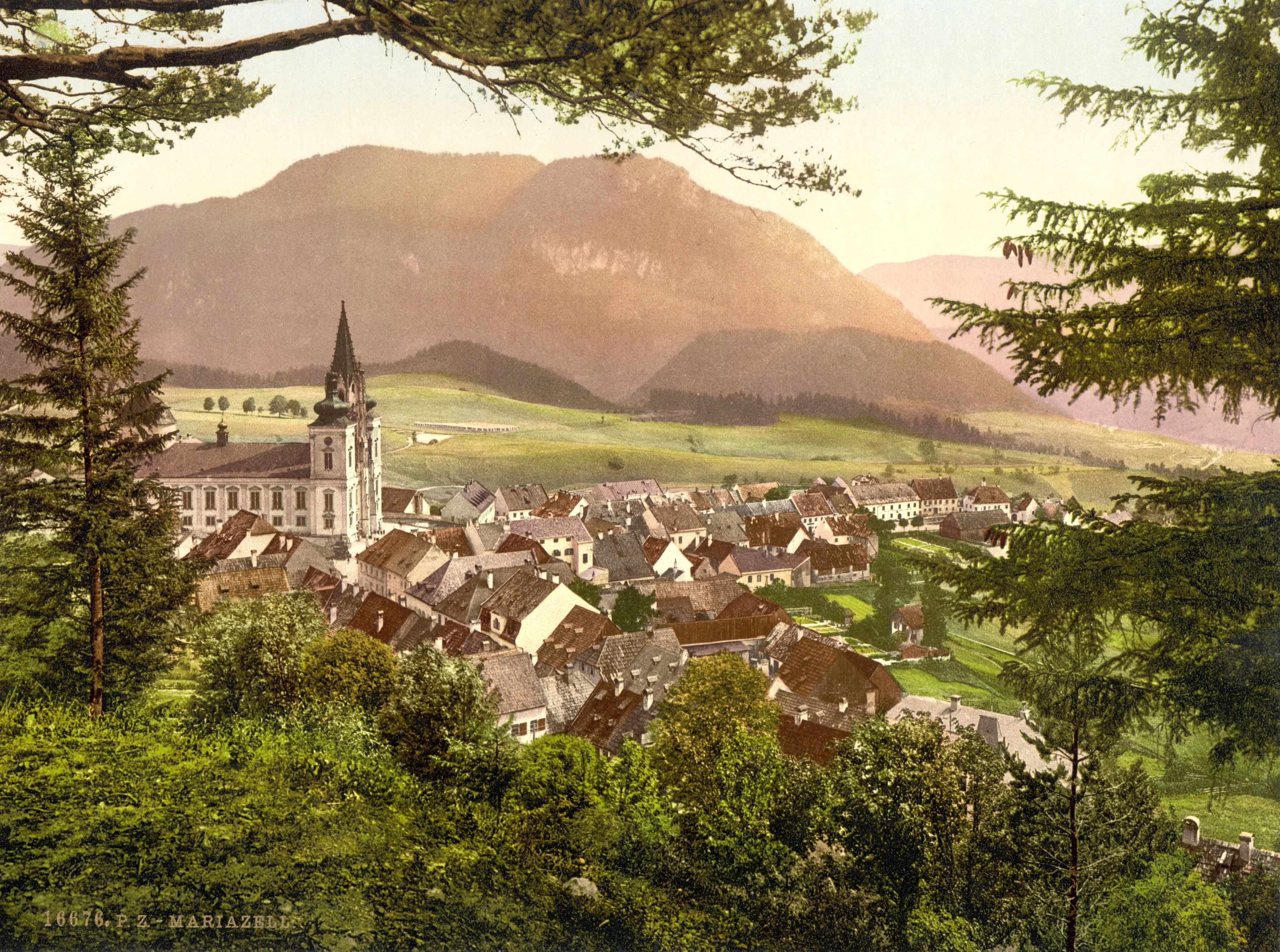
Мариацелль около 1900 года
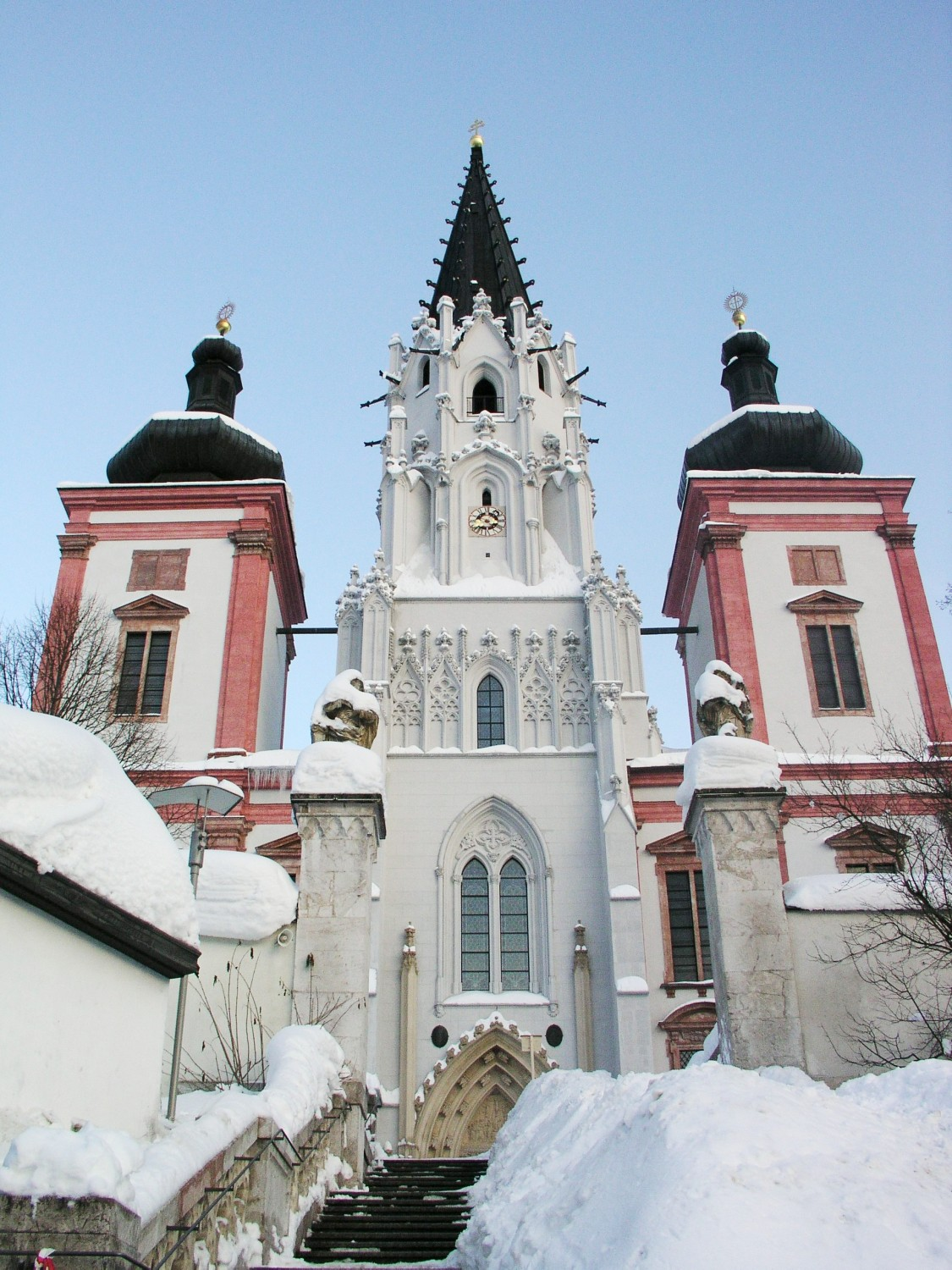
Базилика Рождества Девы Марии
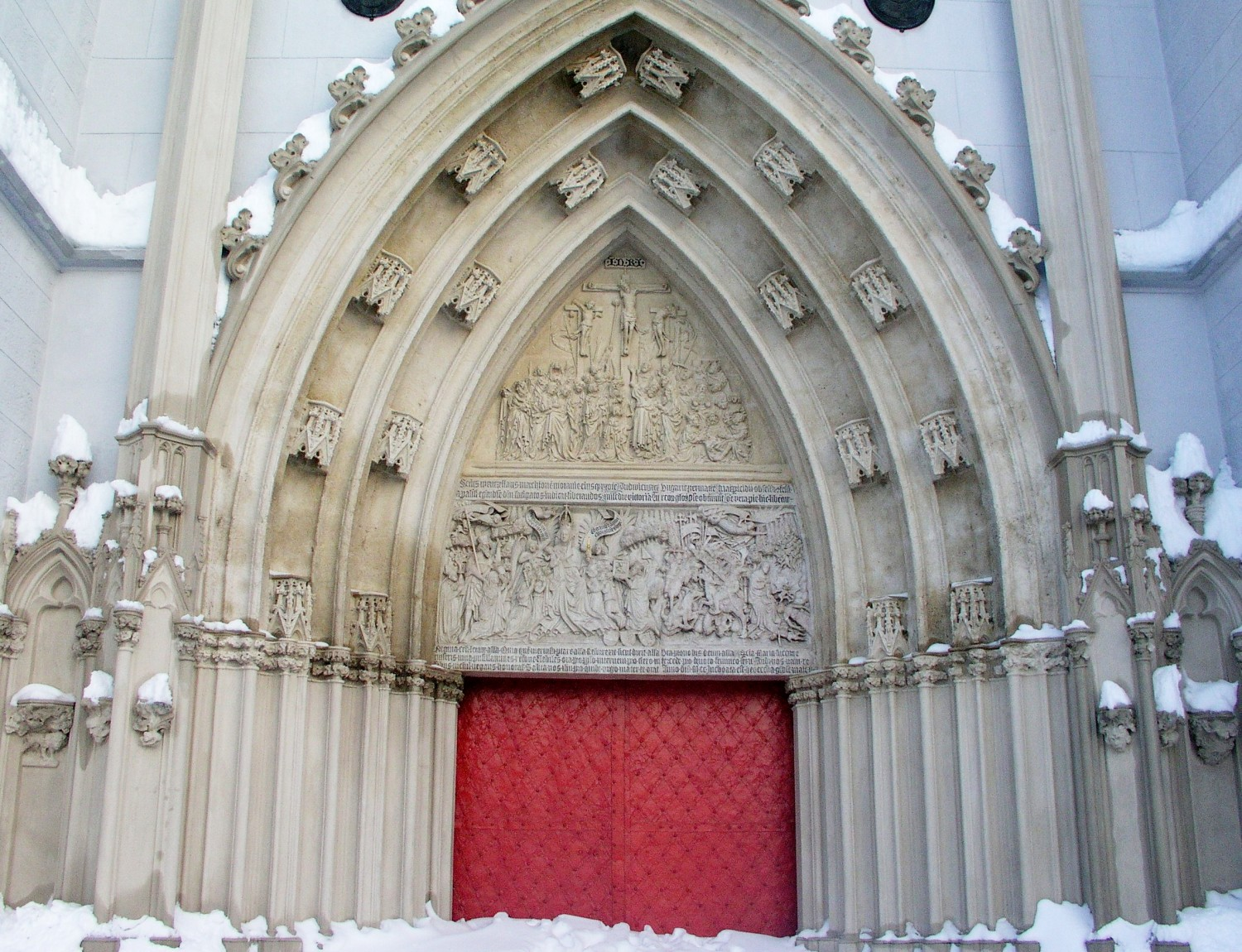
Готический портал
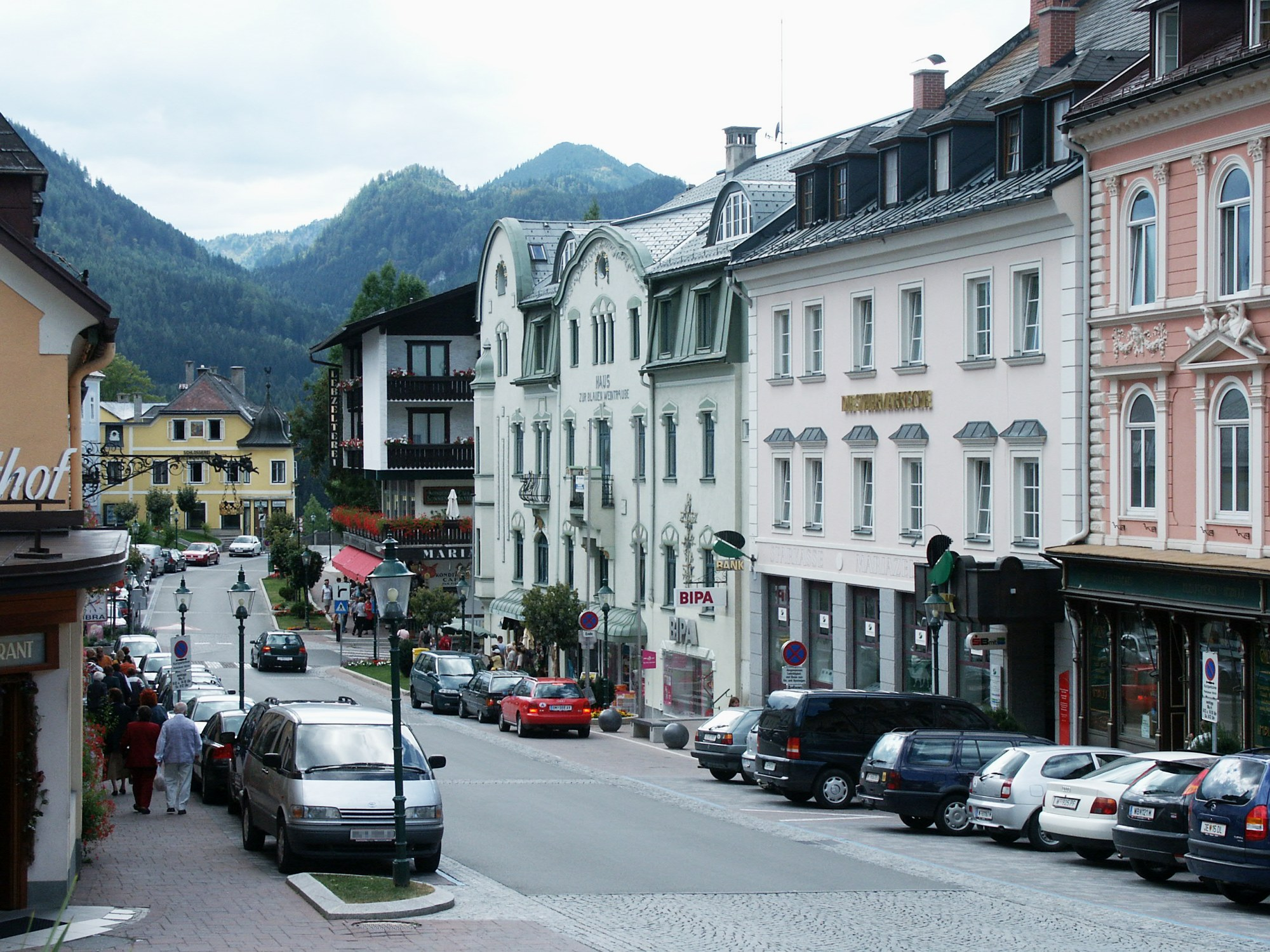
Грацерштрасе
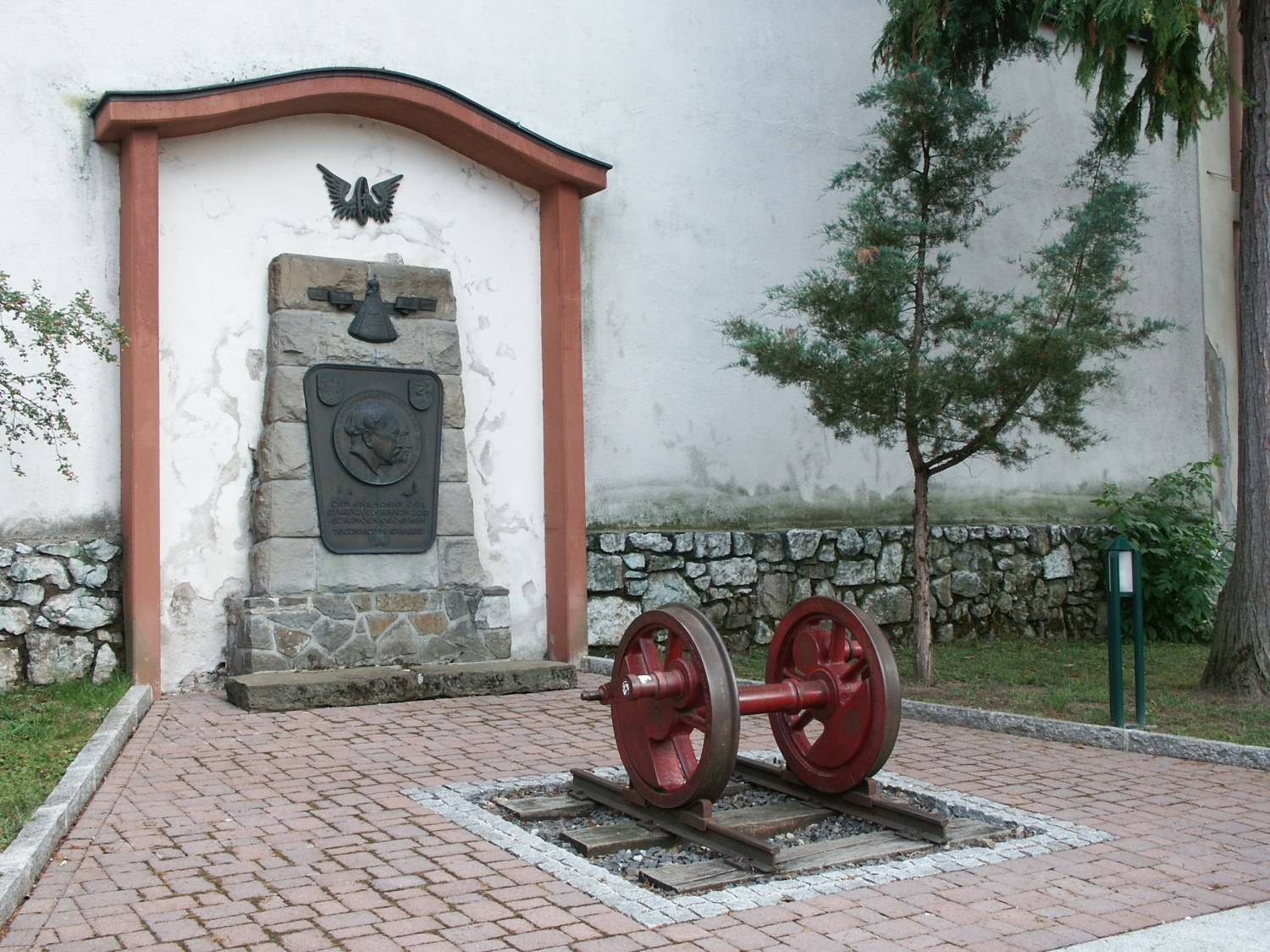
Памятник строителям Мариацелльской железной дороги
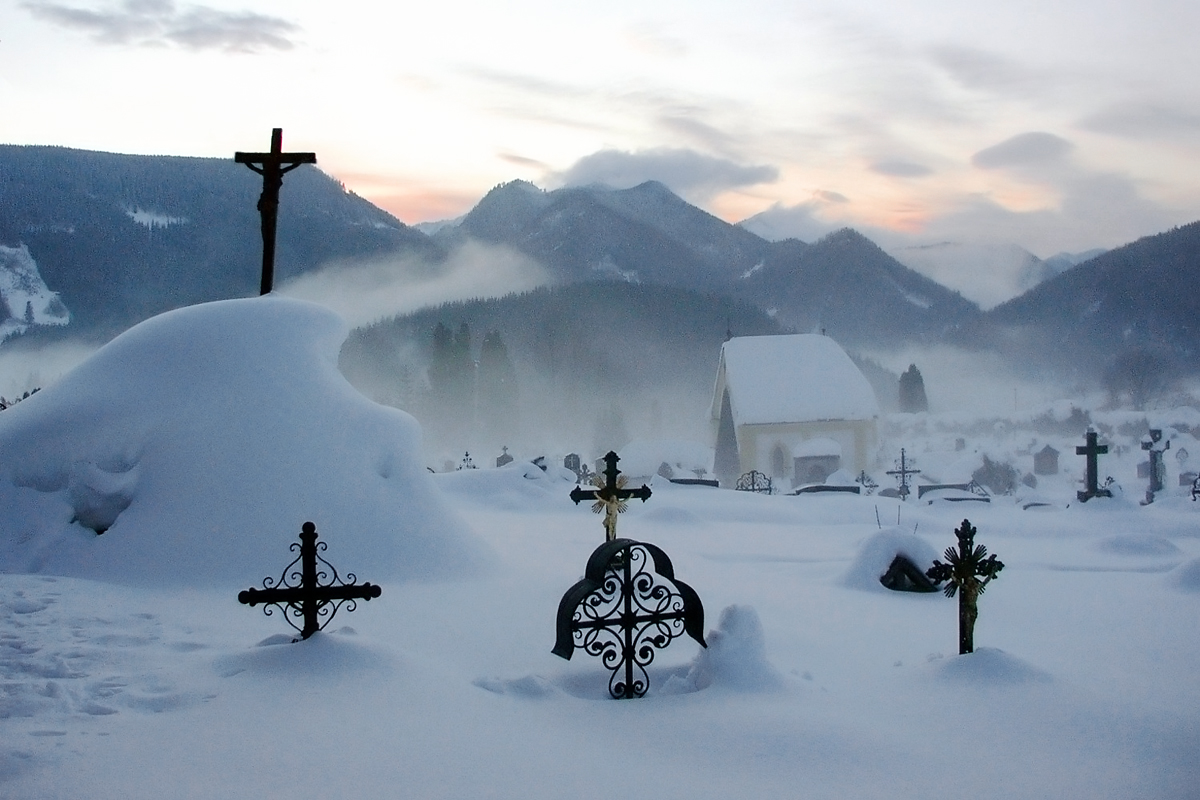
Зимнее кладбище